# Thillombois
Thillombois – miejscowość i gmina we Francji, w regionie Grand Est, w departamencie Moza.
Według danych na rok 1990 gminę zamieszkiwało 36 osób, a gęstość zaludnienia wynosiła 3 osób/km² (wśród 2335 gmin Lotaryngii Thillombois plasuje się na 1009. miejscu pod względem liczby ludności, natomiast pod względem powierzchni na miejscu 478.).